# Baltazar Enrique Porras Cardozo

Baltazar Enrique Porras Cardozo (Caracas, 1944. október 10. –) római katolikus érsek, bíboros.

## Életrajz
1967. július 30-án szentelték pappá, majd 1983. július 23-án kinevezték Merido segéd-püspökévé. Még ugyanebben az évben szeptember 17-én püspökké szentelte José Lebrún Moratinos bíboros. 1991. október 31-től Merido érseke. Baltazar Enrique Porras Cardozo az egykori venezuelai elnök Hugo Chávez ellenzékéhez tartozott.

## Karrier
- a "Venezuelai Érseki Konferencia" elnöke
- a "Latin-Amerikai Érseki Tanács" elnökhelyettese